# SIGCHI
L'Special Interest Group on Computer-Human Interaction (SIGCHI) és un grup d'interès especial de l'Associació per a la Computació de Maquinària (ACM) en el domini de la interacció persona-ordinador.
Aquest grup participa en les conferències MobileHCI organitzades pel SIGMOBILE.
Acull la conferència internacional anual HCI, CHI, amb prop de 2.500 assistents, i publica ACM Interactions i ACM Transactions on Computer-Human Interaction (TOCHI).
SIGCHI es va constituir el 1982 amb el nom i la renovació del Grup d'Interès Especial sobre Informàtica Social i Comportamental (SIGSOC). Lorraine Borman, anteriorment editora del Butlletí SIGSOC, va ser la seva primera càtedra. SIGCHI està governat per un conjunt de reglaments i els càrrecs electes de SIGCHI són el president, el vicepresident executiu, el vicepresident de membres i comunicacions, el vicepresident de finances i dos vicepresidents en general.
SIGCHI té dues publicacions dels membres, el Butlletí SIGCHI i ACM Interactions.
Cada any SIGCHI indueix al voltant de 7 o 8 persones a la CHI Academy, honrant-les per la seva contribució significativa al camp de la interacció humà-ordinador. També lliura un premi CHI Lifetime Achievement per a la investigació i pràctiques, el Premi CHI Lifetime Service i el Premi CHI Social Impact.
Cada any SIGCHI indueix al voltant de 7 o 8 persones a l'CHI Academy, honrant-les per la seva contribució significativa al camp de la interacció humà-ordinador. També lliura un premi CHI Lifetime Achievement per a la investigació i pràctiques, el Premi CHI Lifetime Service i el Premi CHI Social Impact.

### Premi CHI Lifetime Achievement
- 2017 
  - Pràctica: Ernest Edmonds
  - Recerca: Brad A. Myers
- 2016 
  - Pràctica: Jeff A. Johnson
  - Recerca: Robert E. Kraut
- 2015 
  - Pràctica: Susan M. Dray
  - Recerca: James D. Hollan
- 2014 
  - Pràctica: Gillian Crampton
  - Recerca: Steve Whittaker
  - Reconeixement especial: Ted Nelson
- 2013 
  - Pràctica: Jakob Nielsen
  - Recerca: George G. Robertson
- 2012 
  - Pràctica: Joy Mountford
  - Recerca: Dan R. Olsen, Jr.
- 2011 
  - Pràctica: Larry Tesler
  - Recerca: Terry Winograd
- 2010 
  - Pràctica: Karen Holtzblatt
  - Recerca: Lucy Suchman
- 2009 - Sara Kiesler
- 2008 - Bill Buxton
- 2007 - James D. Foley
- 2006 - Judith S. Olson i Gary M. Olson
- 2005 - Tom Landauer
- 2004 - Tom Moran
- 2003 - John M. Carroll
- 2002 - Donald A. Norman
- 2001 - Ben Shneiderman
- 2000 - Stuart K. Card
- 1998 - Douglas C. Engelbart (premi anomenat SIGCHI Special Recognition Award el 1998)

### Premi CHI Lifetime Service
- 2017 - Scott E. Hudson i Zhengjie Liu
- 2016 - Gary M. Olson i Gerrit van der Veer
- 2015 - Michel Beaudouin-Lafon i Jean Scholtz
- 2014 - Wendy Mackay i Tom Hewett
- 2013 - Joseph A. Konstan
- 2012 - Michael Atwood i Kevin Schofield
- 2011 - Arnie Lund i Jim Miller
- 2010 - Mary Czerwinski
- 2009 - Clare-Marie Karat i Steven Pemberton
- 2008 - John Karat i Marian Williams
- 2007 - Richard I. Anderson
- 2006 - Susan M. Dray
- 2005 - Gary Perlman, Marilyn Mantei Tremaine, Sara Bly, Don J. Patterson i John Morris
- 2004 - Robin Jeffries i Gene Lynch
- 2003 - Lorena Borman
- 2002 - Dan R. Olsen, Jr.
- 2001 - Austin Henderson

### Premi CHI Impact Social
- 2017 - Jacob O. Wobbrock i Indrani Medhi Thies
- 2016 - Jonathan Lazar
- 2015 - Leysia Palen
- 2014 - Richard E. Ladner
- 2013 - Sara J. Czaja
- 2012 - Batya Friedman
- 2011 - Allen Newell i Clayton Lewis
- 2010 - Ben Bederson i Allison Druin
- 2009 - Helen Petrie
- 2008 - Vicki Hanson
- 2007 - Gregory Abowd i Gary Marsden
- 2006 - Ted Henter
- 2005 - Gregg Vanderheiden